# Kaszaházi Joó család
A báró és nemes kaszaházi Joó család egy Zala vármegyei nemesi eredetű család, amelynek a főnemesi ága kihalt a 17. század elején. A köznemesi ága Bereg vármegyében élt a reformkorban és a mai napig még virágzik.

## A család története

### A Zala megyei bárói ág
A kaszaházi Joó család eredetileg Zala vármegyei származású, és a nemesi előnevét a Zalaegerszeg melletti "Kaszaháza" nevű település után vette fel. Kaszaházi Joó Balázs 1563-ban királyi ügyigazgató volt. Első feleségétől született kaszaházi Joó János (†1609), királyi személynök, aki emelte fel a családját a 16. század végén. 1585. május 5-én birtokadományt szerzett több Zemplén vármegyei birtokra Rudolf magyar királytól. Kaszaházi Joó János, királyi titkár, 1584. augusztus 7-én királyi tanácsosi címet szerzett. Joó János testvére, kaszaházi Joó Balázs, esztergomi kanonok, 1586. március 7-én a pilisi apáti címet kapta Rudolf magyar királytól. 1595-ben kaszaházi Joó János megvásárolta a Körmendi várat testvéreivel, Joó Lászlóval és Joó Pállal együtt. A kaszaházi Joó család kihalása után, a gróf németújvári Batthyány család kezébe került át a körmendi várkastély.
Kaszaházi Joó János, királyi tanácsos 2. felesége báró Balassa Borbála volt. Négy gyermekük Mária Zay Zsigmondné, Rozina Lippay Gáspárné Az egyik gyermekük, a Vas vármegyei lakos, kaszaházi Joó Mihály, mezei kapitány, akinek a végrendelete 1633. augusztus 24-én kelt a Vasvári káptalannál. A másik gyermeke Joó Jánosnak, kaszaházi Joó Miklós (1603-1654), aki 1645. február 13-án III. Ferdinánd magyar királytól bárói címet szerzett. Báró kaszaházi Joó Miklós leánygyermeke kaszaházi Joó Erzsébet Krisztina (†1667) bárónő, aki klarissza apáca volt Nagyszombatban.  ezenkívül több gyermekről tudunk, de nevük és sorsuk ismeretlen.

### A Bereg megyei köznemesi ág
A megmaradt és az eddig feltárt források alapján, még nem sikerült ténylegesen összekapcsolni a királyi Magyarországon élő család őseit a Bereg vármegyei köznemesi ággal. A köznemesi család feltehetően I Rákóczy György hívására 1640 körül került át Bereg vármegyébe. A Mária Terézia kori összeírásban Bereg vármegyében szerepelt Joó Mihály, akinek 3 úrbéri földbirtoka volt (Fornoson, Ignécen, Kálnikon), amely összesen 21 úrbéri holdat alkotott. Ezeken 3 jobbágya és 3 zsellére lakott.
Kaszaházi Joó Lajos (1787-1830), munkácsi lakosnak a neje, az eperjesi evangélikus származású beölsei Buday Krisztina volt. Az ő gyermekük kaszaházi Joó Lajos (1814-1906), kisbégányi földbirtokos, 1848-as honvédkapitány, aki az ismeretlenségből emelte fel családját. Idős korára Bereg vármegye egyik legtehetősebb földesura volt. Feleségül vette tövisi és füzeséri Füzesséry Etelkát. Házasságukból több gyermek született, de közülük csak Etelka maradt életben. Második felesége Füzesséry Jolán (1830-1899) asszony, tövisi és füzeséri Füzesséry Gábor (1794-1854), Bereg vármegye alispánja, táblabíró, országgyűlési követnek a lánya. Joó Lajos és Füzesséry Jolán házasságából négy leány- és egy fiúgyermek született: kaszaházi Joó Etelka, bánhegyesi Kulin Gyula neje; kaszaházi Joó Jolán (1861-1939), derczeni Dercsényi Ferenc (1860–1928) házastársa; kaszaházi Joó Júlia; kaszaházi Joó Ilona (1861-1889), akinek a férje kereszti és vajkai Molnár Elemér, és kaszaházi Joó Zsigmond (1864–1935), szolyvai szolgabíró.
1901. április 1-jén a főispán Joó Zsigmond szolgabírót saját kérelmére a szolyvai járásból munkácsi járásba helyezte át. 1904. április 3-án Beöthy Pál dr. vármegyei főispán Joó Zsigmond munkácsi járási és Cserszky Péter latorcai járási szolgabirákat közszolgálati érdekekből kölcsönösen áthelyezte. Az ugocsamegyei Bilke községben 1906. január 15-én volt a bíróválasztás. A jegyző lakása előtt hatszáz főnyi tömeg verődött össze, amely teljesen nyugodtan viselkedett. Amikor a választás eredményét kihirdették a kint várakozó tömeg előtt, ezeken nagy izgatottság vett erőt. Jó Zsigmond főszolgabíró a régi református bírót, Orbán Sándort, továbbá egy orosz és egy zsidó embert jelölt bírónak. Rutént egyáltalán nem is kandidáltak. Minthogy a választási helyiségben a jegyző és főszolgabiró körül álló választók a volt bíró nevét kiáltották, a főbíróönkényesen ezt jelentette ki megválasztott bírónak. Erre egy Amerikából visszatért rutén ember revolvert szegezett a csendőrőrmesterre és a következő percben az egész lakosság éktelen szitkok között megtámadta a hatóság embereit. A választáson jelen volt csendőrség ekkor sortüzet adott. A csendőrök, szám szerint tizen, sortüzet adtak. Tizenhat halott maradt a szintéren és ugyanannyi sebesült. Ezután fegyelmi eljárás indult Joó Zsigmond főszolgabíró ellen. 1908. januárjában Joó Zsigmondot ilosvai főszolgabiróvá választották.
1915 júliusában a Latorcai járási főszolgabíróvá választották. 1915. szeptemberében Joó Zsigmond latorcai főszolgabiró az uralkodótól a Ferenc József lovagrend kitüntetésest kapta adományban. 1922. április 4.-én a Mezőkaszonyi járás főszolgabírójává választották. Csonka-Bereg vármegye utolsó közgyűlését 1923. évi december hó 28.-án tartotta; ezen a közgyűlésen nyugdíjazták Joó Zsigmond főszolgabírót.
Kaszaházi Joó Zsigmond (1864–1935) főszolgabíró vitte tovább a családot: 1900 július 17-én Munkácson feleségül vette illavai Hrehuss Blanka (1874-1960) kisasszonyt, illavai Hrehuss Kálmán timsógyári igazgató és feketepataki Komka Henrietta (kinek jeles felmenője nemes Komka János (1711-1772), Mária Terézia tábornoka volt) lányát. Joó Zsigmond és Hrehuss Blanka (1874-1960) gyermekei: kaszaházi Joó Katalin (1902-1978), fekésházai dr. Fekésházy Zoltán (1892-1974), gyógyszerész neje; kaszaházi Joó Huba; dr. kaszaházi Joó Délia (1903-1982), aranydiplomás gyógyszerész; és kaszaházi Joó Alpár (1904-1978), aranydiplomás agrármérnök, aki Munkácson született, majd Budapestre költözött. Joó Alpár feleségül vette a kisnemesi származású nemes Hunyady Márta (1921-2001) kisasszonyt, dr. Hunyady István (1883-1955), nagymuzsalyi földbirtokos, és derczeni Dercsényi Jolán (1889-1953), tanítónő, lányát. Hunyady Mária jeles felmenői között, nagyapja, szigethi Buzáth Kajetán (1823-1880), beregszászi gyógyszerész, városi bizottsági tag volt, akinek a lánya nemes Hunyady Béláné szigethi Buzáth Eugénia (1860-1947) úrnő volt. Joó Alpár és Hunyady Márta gyermekei: Hibbey Alpárné kaszaházi Joó Márta és kaszaházi Joó Csaba, akinek a fia, kaszaházi dr. Joó Kristóf, gyógyszerész, aki 2015-től 2018 decemberéig az MTCSE ifjúsági tagozat koordiátora volt.